# Torneo Nacional de Boxeo Playa Girón 1984
Das Torneo Nacional de Boxeo Playa Girón 1984 wurde vom 14. bis zum 23. Januar 1984 in Bayamo ausgetragen und war die 23. Austragung der nationalen kubanischen Meisterschaften im Amateurboxen.

## Medaillengewinner
Die Meistertitel wurden in zwölf Gewichtsklassen vergeben.
| Gewichtsklasse                  | Gold                | Silber                  | Bronze                |
| ------------------------------- | ------------------- | ----------------------- | --------------------- |
| Halbfliegengewicht (bis 48 kg)  | Juan Torres Odelin  | Silvio Valdés           | Juan Echevarría       |
| Halbfliegengewicht (bis 48 kg)  | Juan Torres Odelin  | Silvio Valdés           | Daniel Rosales        |
| Fliegengewicht (bis 51 kg)      | Pedro Orlando Reyes | Julio González          | Omar Santiesteban     |
| Fliegengewicht (bis 51 kg)      | Pedro Orlando Reyes | Julio González          | Enrique Fonseca       |
| Bantamgewicht (bis 54 kg)       | Luis Delís          | Ramón Ledón             | Carlos Pino           |
| Bantamgewicht (bis 54 kg)       | Luis Delís          | Ramón Ledón             | Rafael Cárdenas       |
| Federgewicht (bis 57 kg)        | Adolfo Horta        | Jesús Sollet            | Miguel Martínez       |
| Federgewicht (bis 57 kg)        | Adolfo Horta        | Jesús Sollet            | Rafael Pérez          |
| Leichtgewicht (bis 60 kg)       | Ángel Herrera       | Ramón Goire             | Idel Torriente senior |
| Leichtgewicht (bis 60 kg)       | Ángel Herrera       | Ramón Goire             | Jorge Alvarado        |
| Halbweltergewicht (bis 63,5 kg) | Ángel Espinosa      | Jorge Ross              | Carlos García         |
| Halbweltergewicht (bis 63,5 kg) | Ángel Espinosa      | Jorge Ross              | Bernardo Muñoz        |
| Weltergewicht (bis 67 kg)       | Candelario Duvergel | Luis A. Aguilar         | José Luis Hernández   |
| Weltergewicht (bis 67 kg)       | Candelario Duvergel | Luis A. Aguilar         | Arquímides Echevarría |
| Halbmittelgewicht (bis 71 kg)   | Orestes Solano      | Ulises Castillo         | Jorge Guzmán          |
| Halbmittelgewicht (bis 71 kg)   | Orestes Solano      | Ulises Castillo         | José Aguilar Pulsán   |
| Mittelgewicht (bis 75 kg)       | Bernardo Comas      | Orlando Despaigne       | Ezequiel Blanco       |
| Mittelgewicht (bis 75 kg)       | Bernardo Comas      | Orlando Despaigne       | Pedro Betancourt      |
| Halbschwergewicht (bis 81 kg)   | Pablo Romero        | Julio Quintana Martínez | Idelfonso Lugo        |
| Halbschwergewicht (bis 81 kg)   | Pablo Romero        | Julio Quintana Martínez | Benjamín Luperón      |
| Schwergewicht (bis 91 kg)       | Aurelio Toyo        | Hermenegildo Báez       | Rodovaldo Rivero      |
| Schwergewicht (bis 91 kg)       | Aurelio Toyo        | Hermenegildo Báez       | Pedro Montalvo        |
| Superschwergewicht (über 91 kg) | Teófilo Stevenson   | Félix Lemus             | Waldo Quintana        |
| Superschwergewicht (über 91 kg) | Teófilo Stevenson   | Félix Lemus             | Lázaro Figueras       |